# Iwona Bielska

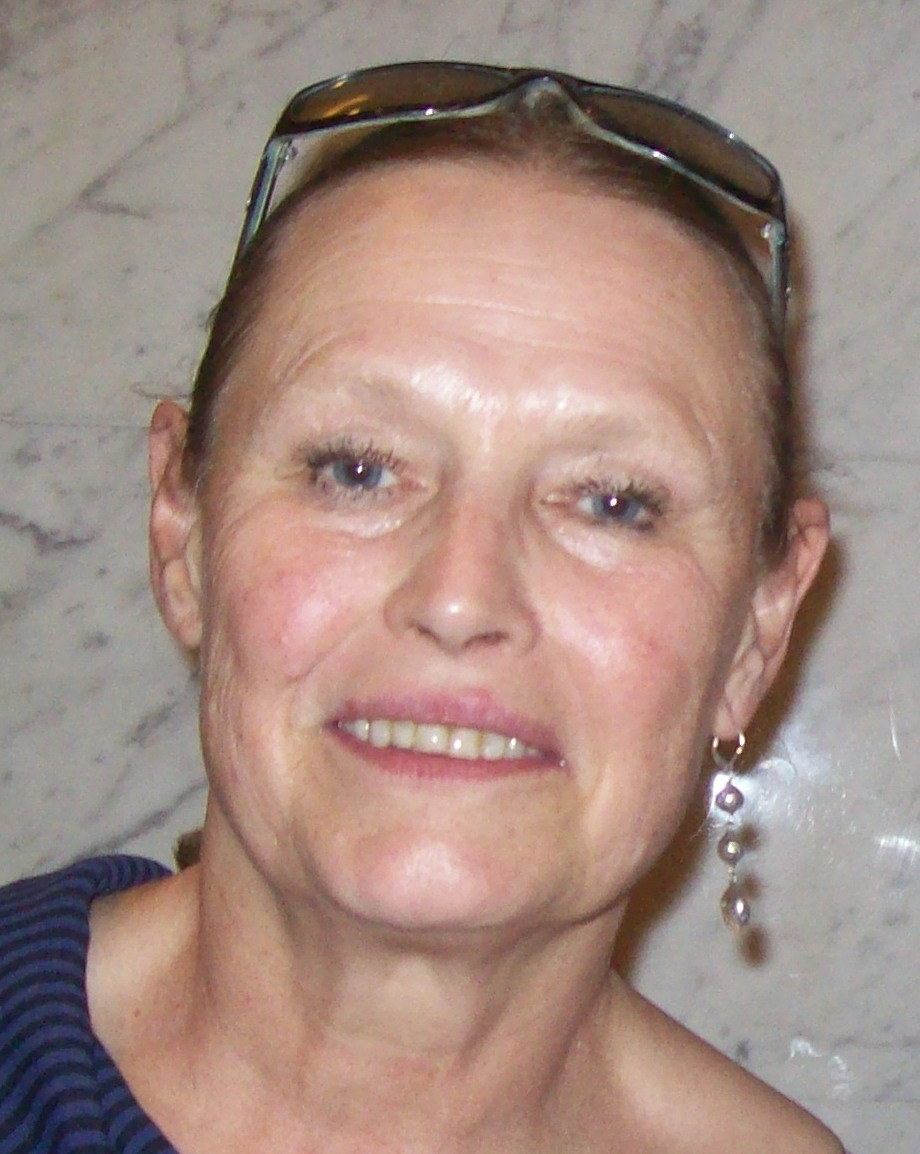
Iwona Bielska im Jahr 2011

Iwona Bielska (geborene Bielska-Grabowska; * 7. September 1952 in Łódź, Polen) ist eine polnische Schauspielerin.

## Leben
Iwona Bielska wurde in Łódź geboren, wo sie das 28. Gymnasium besuchte und dort ihren Schulabschluss machte. Sie studierte im Anschluss an der Universität Łódź an der Fakultät für Polonistik, brach das Studium jedoch nach zwei Jahren ab. Ihre Bewerbung an der Staatlichen Hochschule für Film, Fernsehen und Theater Łódź wurde abgelehnt, Grund sei das Timbre ihrer Stimme gewesen. Sie ging nach Krakau und studierte dort an der Staatlichen Hochschule für Theater, an der sie 1977 ihren Abschluss erlangte. Am 24. Juni 1977 hatte sie ihr Theaterdebüt am Julius-Słowacki-Theater, mit dem sie sieben Jahre verbunden blieb. In den folgenden Jahrzehnten spielte und gastierte sie an verschiedenen Theatern: am Teatr Scena STU in Krakau, am Teatr Rozmaitości in Warschau sowie am Nowy Teatr in Łódź. Später spielte sie erneut am Julius-Słowacki-Theater und anschließend am Narodowy Stary Teatr in Krakau.
Iwona Bielska ist seit den späten 1970er Jahren regelmäßig in Film- und Fernsehproduktionen zu sehen. 2005 erhielt sie für ihre Rolle in dem Film Eine Hochzeit und andere Kuriositäten den Polnischen Filmpreis als Beste Nebendarstellerin.

## Filmografie
- 1988: Der Silberne Planet (Na srebrnym globie)
- 1996: Tatort: Die Reise in den Tod
- 2004: Eine Hochzeit und andere Kuriositäten (Wesele)
- 2013: Wałęsa. Der Mann aus Hoffnung (Wałęsa. Człowiek z nadziei)
- 2013: Pod mocnym aniołem
- 2014: BarON24
- 2023: Der Usedom-Krimi (Fernsehreihe)
  - Friedhof der Welpen
  - Schlepper
- 2024: Treasure – Familie ist ein fremdes Land

## Auszeichnungen
- 2005: Polnischer Filmpreis – Beste Nebendarstellerin (in dem Film Eine Hochzeit und andere Kuriositäten)